# Leonard Tjällgren
Olof Leonard Tjällgren, född 28 september 1878 i Multrå församling, Västernorrlands län, död där 23 februari 1958, var en svensk lantbrukare och riksdagsledamot (bf).
Tjällgren var bondeförbundare och i riksdagen ledamot av första kammaren 1919−1956, invald i Västernorrlands läns valkrets (1919–1920) samt Västernorrlands läns och Jämtlands läns valkrets (1921–1956). Han var ledamot av riksdagens Jordbruksutskott och ordförande i detsamma 1941–1956. Han var även landstingsledamot från 1922. I Bondeförbundet var han ledamot av partiets förtroenderåd från 1941.

### Fotnoter
1. 1 2 3 4 5 6 7 8 9  Tvåkammar-riksdagen 1867–1970, vol. 5, 1985, s. 261, Svenskt porträttarkiv: sj9PGLAlnmUAAAAAABgfJw, läst: 18 mars 2022.[källa från Wikidata]
2. 1 2  Sveriges riksdag 1924 : porträttalbum, 1925, s. 57, läs onlineläs online, läst: 24 februari 2022.[källa från Wikidata]
3. ↑  Sveriges dödbok 1860–2017